# Lichana
Lichana là một đô thị thuộc tỉnh Biskra, Algérie. Dân số thời điểm năm 2002 là 8.74 người.